# Sebastian Schmid
Sebastian Schmid (ur. 1914, zm. ?) – zbrodniarz nazistowski, członek załogi niemieckiego obozu koncentracyjnego Dachau i SS-Unterscharführer.
Członek SS i Waffen-SS, który w od listopada 1938 do czerwca 1941 pełnił służbę w obozie Dachau. W kwietniu 1939 został przydzielony do administracji obozowej jako kierowca i mechanik samochodowy. Po zakończeniu wojny Schmid został osądzony przez amerykański Trybunał Wojskowy w Dachau w dniach 15-18 września 1947. Oskarżonego skazano na dożywocie za katowanie wraz z innymi esesmanami więźniów narodowości polskiej, których przywieziono do obozu we wrześniu 1939 (przynajmniej kilku z nich zginęło) oraz za udział w rozstrzelaniu trzech polskich więźniów w marcu 1940. W wyniku rewizji wyroku 10 lutego 1948 karę zmniejszono do 10 lat więzienia. Uznano bowiem, iż zarzuty dotyczące incydentu z marca 1940 nie są wystarczająco udowodnione.